# Apprentissage par transfert
Ne doit pas être confondu avec Transfert d'apprentissage.
L'apprentissage par transfert (transfer learning en anglais) est l'un des champs de recherche de l'apprentissage automatique qui vise à transférer des connaissances d'une ou plusieurs tâches sources vers une ou plusieurs tâches cibles.  Il peut être vu comme la capacité d’un système à reconnaître et appliquer des connaissances et des compétences, apprises à partir de tâches antérieures, sur de nouvelles tâches ou domaines partageant des similitudes.